# Hansi Hinterseer
Hansi Hinterseer (Kitzbühel, Tirol, 2 februari 1954) is een Oostenrijkse schlagerzanger, presentator, acteur en voormalig skiër. Vader Ernst Hinterseer werd in 1960 olympisch kampioen slalom skiën en moedigde zijn zoon ook aan om deze sport te beoefenen. Sinds het seizoen 1971/72 nam Hansi Hinterseer deel aan de wereldcup skiën en kwam uit voor Oostenrijk.
Zijn successen zijn:
- 1973 Oostenrijks kampioen reuzenslalom
- 1974 zilver medaille reuzenslalom wereldkampioenschap Sankt Moritz
- 1976 Oostenrijks kampioen slalom
- 1980 U.S. Pro-Ski Tour tweede plek
- 1981 U.S. Pro-Ski Tour tweede plek
- 1982 Professional wereldkampioen afdaling
- 1983 Professional wereldkampioen afdaling

Na beëindiging van zijn sportcarrière werd hij ski-commentator bij de Oostenrijkse omroep ORF. In 1994 begon Hinterseer aan zijn succesvolle carrière als schlagerzanger. In 1993 werd hij door muziekproducent Jack White op diens verjaardagsfeest als zanger ontdekt. Niet lang daarna kreeg hij een contract bij het platenlabel Bertelsmann Group (tegenwoordig Sony BMG Music Entertainment). Zijn eerste muzikale optreden had hij in 1994 in het tv-programma "Musikantenstadl" van de ORF dat in het hele Duitstalige gebied wordt uitgezonden. Dit was het begin van zijn schlagercarrière met een duidelijk Oostenrijks accent. Tot nu toe behaalde hij 30 keer goud en platina albums in zowel Oostenrijk, Duitsland en Zwitserland. Hij valt bij zijn optredens op door zijn grote vriendelijke lach. Voor zijn werk als showmaster heeft hij in 1998 een gouden Romy gewonnen.

## Discografie (hitnoteringen)

### Albums
| Album met eventuele hitnotering(en) in de Nederlandse Album Top 100 | Datum van verschijnen | Datum van binnenkomst | Hoogste positie | Aantal weken | Opmerkingen   |
| ------------------------------------------------------------------- | --------------------- | --------------------- | --------------- | ------------ | ------------- |
| Ich hab Dich einfach lieb                                           | 20-08-2010            | 11-09-2010            | 87              | 1            |               |
| Im siebten Himmel                                                   | 31-08-2012            | 08-09-2012            | 59              | 3            |               |
| Heut' ist dein Tag                                                  | 26-07-2013            | 03-08-2013            | 25              | 2            |               |
| Het mooiste van                                                     | 2015                  | 11-04-2015            | 37              | 7            | Verzamelalbum |
| Gefühle                                                             | 10-07-2015            | 18-07-2015            | 43              | 1            |               |
| Bergsinfonie                                                        | 14-10-2016            | 22-10-2016            | 92              | 1            |               |
| Für mich ist Glück...                                               | 10-11-2017            | 18-11-2017            | 89              | 1            |               |

| Album met hitnotering(en) in de Vlaamse Ultratop 200 albums | Datum van verschijnen | Datum van binnenkomst | Hoogste positie | Aantal weken | Opmerkingen   |
| ----------------------------------------------------------- | --------------------- | --------------------- | --------------- | ------------ | ------------- |
| The Belgian collection                                      | 20-02-2012            | 25-02-2012            | 3               | 29           | Verzamelalbum |
| Im siebten Himmel                                           | 31-08-2012            | 08-09-2012            | 9               | 20           |               |
| Jedes Jahr zur selben Zeit                                  | 25-11-2011            | 08-12-2012            | 8               | 7            |               |
| Heut' ist dein Tag                                          | 26-07-2013            | 03-08-2013            | 3               | 32           |               |
| 20 - Das Beste zum Jubiläum - Live                          | 24-10-2014            | 01-11-2014            | 18              | 12           | Livealbum     |
| Gefühle                                                     | 10-07-2015            | 18-07-2015            | 23              | 12           |               |
| Bergsinfonie                                                | 14-10-2016            | 22-10-2016            | 22              | 11           |               |
| Für mich ist Glück...                                       | 10-11-2017            | 18-11-2017            | 37              | 13           |               |

### Singles
| Single met hitnotering(en) in de Vlaamse Ultratop 50 | Datum van verschijnen | Datum van binnenkomst | Hoogste positie | Aantal weken | Opmerkingen |
| ---------------------------------------------------- | --------------------- | --------------------- | --------------- | ------------ | ----------- |
| Du bist ein Engel für mich                           | 2017                  | 02-12-2017            | tip             | -            |             |

### Dvd's
| Dvd's met hitnoteringen in de Nederlandse DVD Top 30 | Datum van verschijnen | Datum van binnenkomst | Hoogste positie | Aantal weken | Opmerkingen |
| ---------------------------------------------------- | --------------------- | --------------------- | --------------- | ------------ | ----------- |
| 20 - Das beste zum jubiläum - Live                   | 2014                  | 01-11-2014            | 2               | 10           |             |